# Myricitrina
Myricitrin es un compuesto químico. Myricitrina es el 3-O-rhamnosido de myricetina.

## Ocurrencias
Puede ser aislado de la corteza de la raíz de  Myrica cerifera (un pequeño árbol originario de América del Norte), en Myrica esculenta, en Nymphaea lotus y N. odorata, en Chrysobalanus icaco y en Polygonum aviculare.
Myricitrina es utilizado por varias especies de escarabajos en su sistema de comunicación. Estos incluyen Plagioderma versicolora, Agelastica coerulea, Atrachya menetrisi, Altica nipponica, Altica oleracea, Gastrolina depressa.

## Efecto de Salud
Myricitrina es un óxido nítrico y proteína quinasa C inhibidor que exhibe efectos antipsicóticos y como ansiolíticos en modelos animales de la psicosis y de la ansiedad, respectivamente.